# Marco Histórico Nacional no Wyoming

Localização do Wyoming nos Estados Unidos.

A lista de Marco Histórico Nacional no Wyoming contem os marcos designados pelo Governo Federal dos Estados Unidos para o estado norte-americano do Wyoming.
Existem 24 Marcos Históricos Nacional (NHLs) no Wyoming. Eles estão distribuídos em 13 dos 23 condados do estado. Os primeiros marcos do Wyoming foram designados em 19 de dezembro de 1960 e o mais recente em 20 de setembro de 2006.

## Listagem atual
Legenda:
| NRHP | Registro Nacional de Lugares Históricos |
| NHL  | Marco Histórico Nacional                |
| NHLD | Distrito Histórico Nacional             |
| HD   | Distrito Histórico                      |
| NHS  | Local Histórico Nacional                |
| NMEM | Memorial Nacional dos EUA               |
| NMON | Monumento Nacional dos EUA              |
| NHP  | Parque Histórico Nacional dos EUA       |
| NMP  | Parque Nacional Militar dos EUA         |

| [ 2 ] | Nome                                      | Imagem | Inclusão                          | Localidade e coordenadas | Condado          | NHLS     | Observações |
| ----- | ----------------------------------------- | ------ | --------------------------------- | --- | ---------------- | -------- | --- |
| 1     | Expedition Island                         |        | 18 de outubro de 1968 (56 anos)   | Sul da ponte Union Pacific RR, próximo da margem leste do rio Green, Green River 41° 31′ 23″ N, 109° 28′ 15″ O                      | Sweetwater       | 68000056 | |
| 2     | Forte D. A. Russell                       |        | 15 de maio de 1975 (49 anos)      | Oeste de Cheyenne 41° 09′ 59″ N, 104° 51′ 46″ O                                                                                     | Laramie          | 69000191 | |
| 3     | Forte Phil Kearny e locais associados     |        | 19 de dezembro de 1960 (64 anos)  | A oeste da SR fora da U.S. 87, nas proximidades de Story 44° 31′ 56″ N, 106° 49′ 35″ O                                              | Johnson          | 66000756 | |
| 4     | Forte Yellowstone                         |        | 31 de julho de 2003 (21 anos)     | Mammoth Hot Springs, WY; Norris, WY; Gardiner, MT, próximo de Buffalo Lake, ID 44° 31′ 56″ N, 106° 49′ 35″ O                        | Park             | 03001032 | Localizado no Parque Nacional de Yellowstone.                                                                       |
| 5     | Centro de Realocação de Heart Mountain    |        | 20 de setembro de 2006 (18 anos)  | 1/2 milha de WY Alt. 14 entre Cody e Powell/ 1500 Road 19, nas proximidades de Ralston 44° 40′ 18″ N, 108° 56′ 47″ O                | Park             | 85003167 | |
| 6     | Horner Site                               |        | 20 de janeiro de 1961 (64 anos)   | Endereço restrito nas proximidades de Cody 44° 33′ 21″ N, 108° 59′ 39″ O                                                            | Park             | 66000758 | |
| 7     | Independence Rock                         |        | 20 de janeiro de 1961 (64 anos)   | 60 milhas a sudoeste de Casper na WY 220 42° 29′ 37″ N, 107° 07′ 46″ O                                                              | Natrona          | 66000757 | |
| 8     | Jackson Lake Lodge                        |        | 31 de julho de 2003 (21 anos)     | Teton Park Road nas proximidades de Moran 43° 52′ 39″ N, 110° 34′ 36″ O                                                             | Teton            | 03001039 | Localizado no Parque Nacional de Grand Teton.                                                                       |
| 9     | Parque Estadual Lake Guernsey             |        | 25 de setembro de 1997 (27 anos)  | 1 milha a noroeste de Guernsey 42° 18′ 14″ N, 104° 46′ 10″ O                                                                        | Platte           | 97001260 | |
| 10    | Medicine Mountain                         |        | 22 de maio de 1970 (54 anos)      | Endereço restrito em Lovell nas proximidades de Kane                                                                                | Big Horn         | 69000184 | Formalmente conhecido como Medicine Wheel. Documentação, fronteiras e nome foram atualizados em 1 de junho de 2011. |
| 11    | Distrito Histórico Murie Ranch            |        | 17 de fevereiro de 2006 (19 anos) | 1/2 milha a sudoeste da sede do Parque Nacional de Grand Teton, nas proximidades de Moose 43° 39′ 02″ N, 110° 43′ 37″ O             | Teton            | 98001039 | Localizado no Parque Nacional de Grand Teton.                                                                       |
| 12    | Museus Norris, Madison e Fishing Bridge   |        | 28 de maio de 1987 (37 anos)      | Norris Geyser Basin, Madison Junction e Fishing Bridge, no Parque Nacional de Yellowstone                                           | Park e Teton     | 87001445 | Localizado no Parque Nacional de Yellowstone. Listado oficialmente no condado de Park.                              |
| 13    | Obsidian Cliff                            |        | 19 de junho de 1996 (28 anos)     | Aproximadamente a 13 milhas ao sul de Mammoth; ao lado leste da US 89 e ao sul de ObsidianCliff Kiosk 44° 49′ 08″ N, 110° 43′ 40″ O | Park             | 96000973 | Localizado no Parque Nacional de Yellowstone.                                                                       |
| 14    | Old Faithful Inn                          |        | 28 de maio de 1987 (37 anos)      | Oeste de West Thumb na Old Faithful, Grand Loop Rd. 44° 27′ 35″ N, 110° 49′ 49″ O                                                   | Teton            | 73000226 | Localizado no Parque Nacional de Yellowstone.                                                                       |
| 15    | Oregon Trail Ruts                         |        | 23 de maio de 1966 (58 anos)      | Ao sul do Rio Platte Norte, a 0.5 milha de Guernsey 42° 15′ 22″ N, 104° 44′ 58″ O                                                   | Platte           | 66000761 | |
| 16    | Distrito Histórico J. C. Penney           |        | 2 de junho de 1978 (46 anos)      | J. C. Penney Ave. e S. Main St., Kemmerer 41° 47′ 41″ N, 110° 32′ 09″ O                                                             | Lincoln          | 78002830 | |
| 17    | Sheridan Inn                              |        | 29 de janeiro de 1964 (61 anos)   | Broadway e 5th St., Sheridan 44° 48′ 23″ N, 106° 57′ 14″ O                                                                          | Sheridan         | 66000762 | |
| 18    | South Pass                                |        | 20 de janeiro de 1961 (64 anos)   | Cerca de 10 milhas a sudoeste de South Pass City na WY 28 42° 22′ 12″ N, 108° 54′ 49″ O                                             | Fremont          | 66000754 | |
| 19    | Tom Sun Ranch                             |        | 19 de dezembro de 1960 (64 anos)  | 6 milhas a oeste da Independence Rock na WY 220, nas proximidades de Alcova 42° 26′ 36″ N, 107° 13′ 06″ O                           | Carbon e Natrona | 66000753 | Listado oficialmente no condado de Carbon.                                                                          |
| 20    | Swan Land and Cattle Company Headquarters |        | 19 de julho de 1964 (60 anos)     | Leste de Chugwater 41° 45′ 17″ N, 104° 49′ 09″ O                                                                                    | Platte           | 66000760 | |
| 21    | Union Pacific Railroad Depot              |        | 15 de fevereiro de 2006 (19 anos) | 121 W. 15th St., Cheyenne 41° 07′ 54″ N, 104° 48′ 51″ O                                                                             | Laramie          | 73001934 | |
| 22    | Upper Green River Rendezvous Site         |        | 5 de novembro de 1961 (63 anos)   | No Rio Green abaixo e acima de Daniel                                                                                               | Sublette         | 66000763 | |
| 23    | Wapiti Ranger Station                     |        | 23 de maio de 1963 (61 anos)      | Floresta Nacional de Shoshone, nas proximidades de Wapiti 44° 27′ 52″ N, 109° 36′ 49″ O                                             | Park             | 66000759 | |
| 24    | Capitólio Estadual do Wyoming             |        | 4 de maio de 1987 (37 anos)       | 24th St. e Capitol Ave., Cheyenne 41° 08′ 25″ N, 104° 49′ 11″ O                                                                     | Laramie          | 73001935 | |

## Áreas históricas do NPS no Wyoming
Locais históricos nacional, parques históricos nacional, alguns monumentos nacional e determinadas áreas listadas no Sistema Nacional de Parques são marcos históricos de importância nacional, geralmente já protegidos antes mesmo da criação do programa NHL em 1960.
Existe 1 dessas áreas no Wyoming.
|   | Nome                                   | Imagem | Inclusão                        | Localidade e coordenadas            | Condado           | NRIS     | Observações |
| - | -------------------------------------- | ------ | ------------------------------- | ----------------------------------- | ----------------- | -------- | ----------- |
| 1 | Local Histórico Nacional Forte Laramie |        | 15 de outubro de 1966 (58 anos) | 3 milhas a sudoeste de Fort Laramie | Condado de Goshen | 66000755 |             |